# Gyagyovszky Emil
Gyagyovszky Emil, született: Djatsovszky Emil Milán (Budapest, 1881. január 7. – Budapest, 1961. május 15.) magyar költő, újságíró, műfordító, fotós.

## Élete
Törvénytelen gyermekként született, édesanyja Djatsovszky Teréz. 22 éves korában az SZDP tagja lett. 1904-1912 között a Népszava munkatársa volt. 1907-ben jelent meg első verseskötete. 1909. április 17-én Budapesten feleségül vette Varga Máriát. 1912-1914 között az Országos Társadalombiztosító Intézet tisztviselőjeként dolgozott. Csizmadia Sándor az ő költészetét állította követendő például Ady Endréjével szemben. Az első világháború idején orosz hadifogságba került. 1918-ban tért vissza Magyarországra. Első világháborús érdemeiért tűzharcos minősítést kapott. A Horthy-korszakban alkalmi munkákból élt. 1945-ben nyugdíjba vonult. Újabb művei 1956 után jelentek meg. Válogatott verseinek gyűjteményét 1960-ban adta ki. Fordította Csehov, Makszim Gorkij, Lev Nyikolajevics Tolsztoj műveit.
Már fiatalon szociáldemokrata. Autodidakta alapon fényképezett – bár volt hivatásos fényképész barátja is, Diskay Sándor. Első szociofotói (és -riportjai) a Népszavában és a lap naptárában is megjelentek. Fényképészetét a társadalmi állapotok kritikáján túl a baloldali politikai szándékok is vezérelték.

## Művei

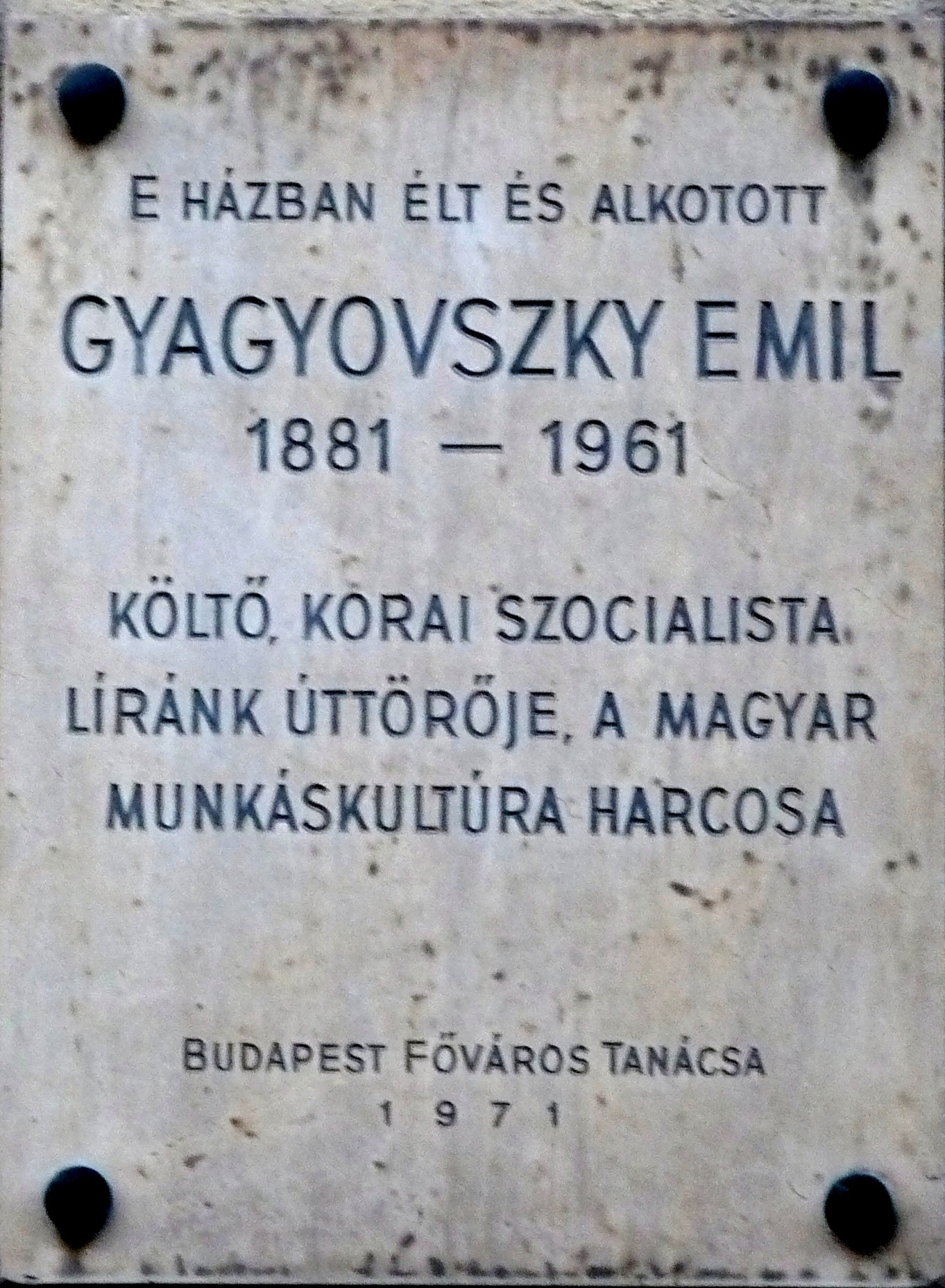
Emléktáblája egykori lakhelyén (VII. ker., Barcsay utca 8)

- Az utca. Költemények; Világosság Ny., Bp., 1907
- Hadüzenet. Költemények; Világosság Ny., Bp., 1909
- Ünnepet várok. Versek; Népszava, Bp., 1912
- A polyp. Társadalmi színmű; Pallas, Bp., 1913
- A Budapesti Általános Munkásdalegylet harmincesztendős története. 1891–1921; Világosság Ny., Bp., 1921
- Gyermekdalok; Magyarországi Munkások Gyermekbarát Egyesülete, Bp., 1922 (Gyermek-könyvtár)
- Kékvérűek. Szatíra egy fölvonásban; Népszava, Bp., 1924 (Szabad színpad)
- Könny és verejték. Versek; szerzői, Bp., 1928
- Őszi termés. Versek; Springer Ny., Bp., 1941
- Dércsípte bimbók; bev. Rideg Sándor; Magvető, Bp., 1960
- Én többet adtam. Válogatott versek; vál., szöveggond., előszó Szilágyi János; Szépirodalmi, Bp., 1981

## Források

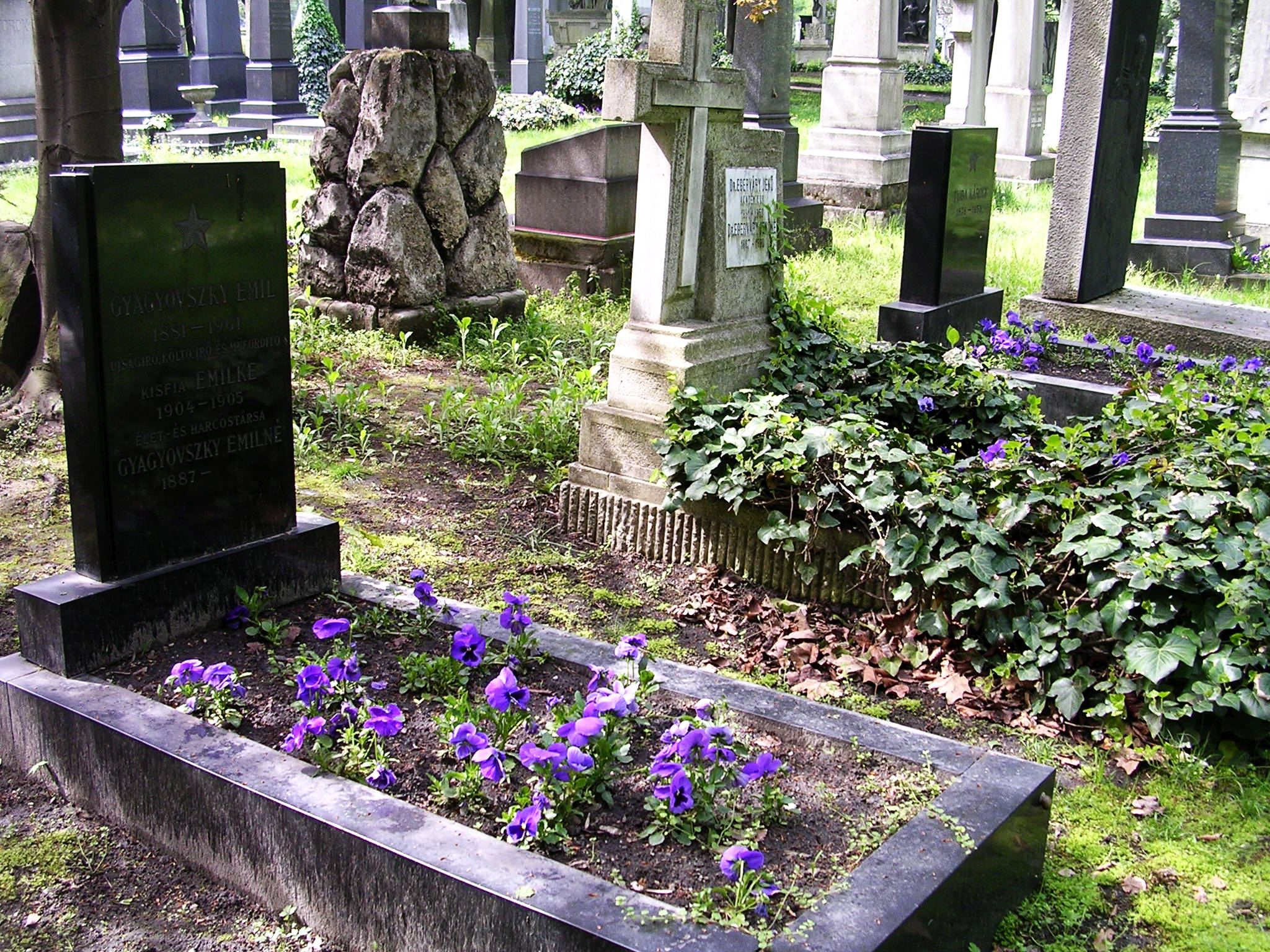
Sírja a Fiumei úti sírkertben (34/2-2-11)